# Kreuzleger (Vliesproduktion)
Der Kreuzleger ist bei der Vliesherstellung nach der Krempel angeordnet und nimmt den von der Krempel gebildeten Faserflor mit konstanter Geschwindigkeit ab. Über ein Transportbandsystem mit hin- und hergehender Bewegung des Ablagewagens wird der Krempelflor mehrlagig abgelegt. Da sich das Abzugsband rechtwinklig zum Wagen bewegt, bildet sich mehrlagiges Vlies mit dem Faserflor in entsprechender Kreuzlage je nach dem Geschwindigkeitsverhältnis des Ablagewagens und des Abzugtisches.